# Bœuf bourguignon
Pour les articles homonymes, voir Bourguignon.
Le bœuf bourguignon est un plat de viande de bœuf braisée, mijoté au vin rouge avec une garniture composée d'oignons grelots, de carottes, de champignons et de lardons. Il s'agit d'un des plats les plus populaires en France, et s'il est souvent considéré comme une spécialité bourguignonne, le bœuf bourguignon est en réalité originaire de Paris.

## Origine
Le bœuf bourguignon est cité pour la première fois dans le Grand dictionnaire du universel du XIXe siècle  de Pierre Larousse en 1867, comme exemple pour la qualification de « bourguignon » ou « à la bourguignonne », « qualification donnée à plusieurs mets préparés au vin ». (C'est donc l'utilisation du vin rouge qui explique l'appellation bourguignonne du plat.) 
Servi dans les bouillons Duval à Paris en 1878, puis à la carte de nombreux restaurants et réceptions parisiennes dans la décennie des années 1880, la recette du bœuf bourguignon est codifiée par Auguste Escoffier dans son Guide culinaire en 1903, puis Auguste Colombié dans La cuisine bourgeoise en 1906. 
Le bœuf bourguignon n'apparaît en Bourgogne qu'au début du XXe siècle. D'abord à la carte du buffet de la gare de Dijon en 1905, puis plus fréquemment durant l'entre-deux guerres. Dans un contexte de forte valorisation des cuisines régionales et de promotion du tourisme et des productions locales par le maire de Dijon Gaston Gérard, le bœuf bourguignon a pu être approprié par la Bourgogne en vue de promouvoir son identité gastronomique. Pourtant pendant longtemps, c'est toujours cité à Paris, sans être compté entre les spécialités de Bourgogne (le plat ne figure pas dans une liste des spécialités de Bourgogne de 1912, ni dans une article de 1924 ni dans une article de 1927). En 1936, on trouve ceci: "Tout d’abord, parlons du Bœuf à la Bourguignonne, apprêt de grand style qui n’est pas d’ailleurs spécial à la Bourgogne, car bien plus qu'en cette région on le fait à Paris, où presque tous les jours on le voit figurer sur la carte des marchands de vins-traiteurs, où on le désigne sous le nom de Bœuf Bourguignon" .

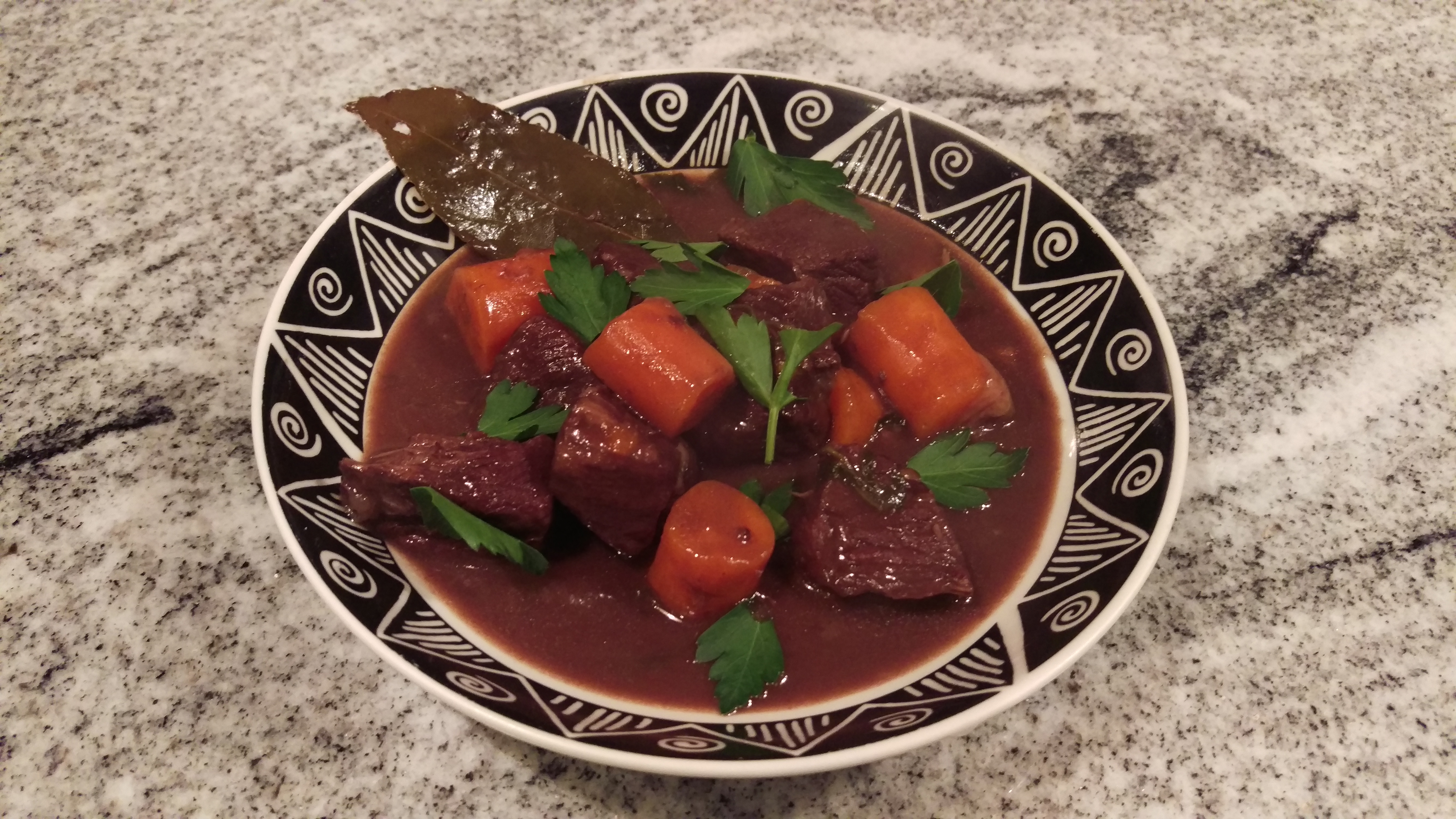
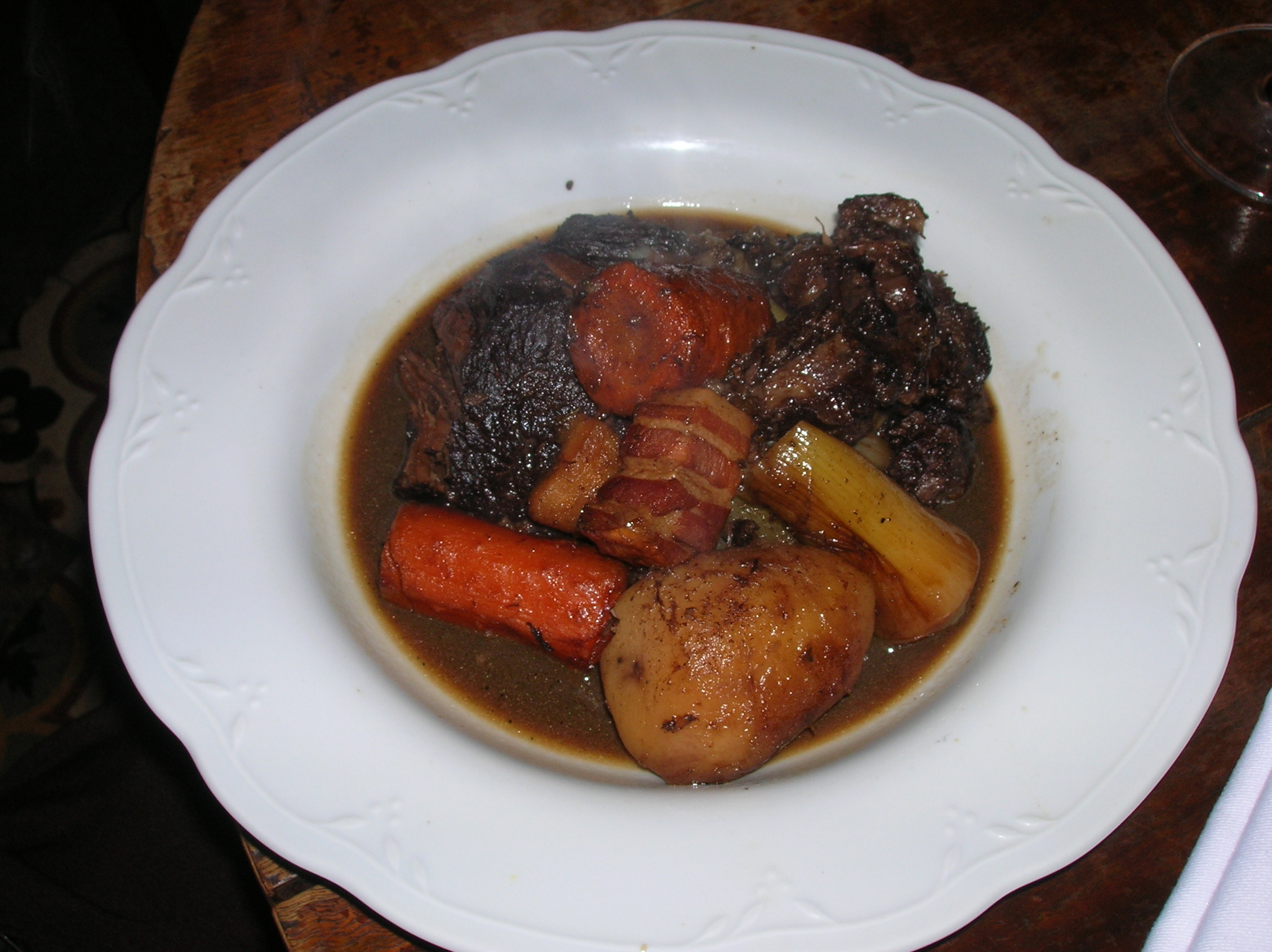
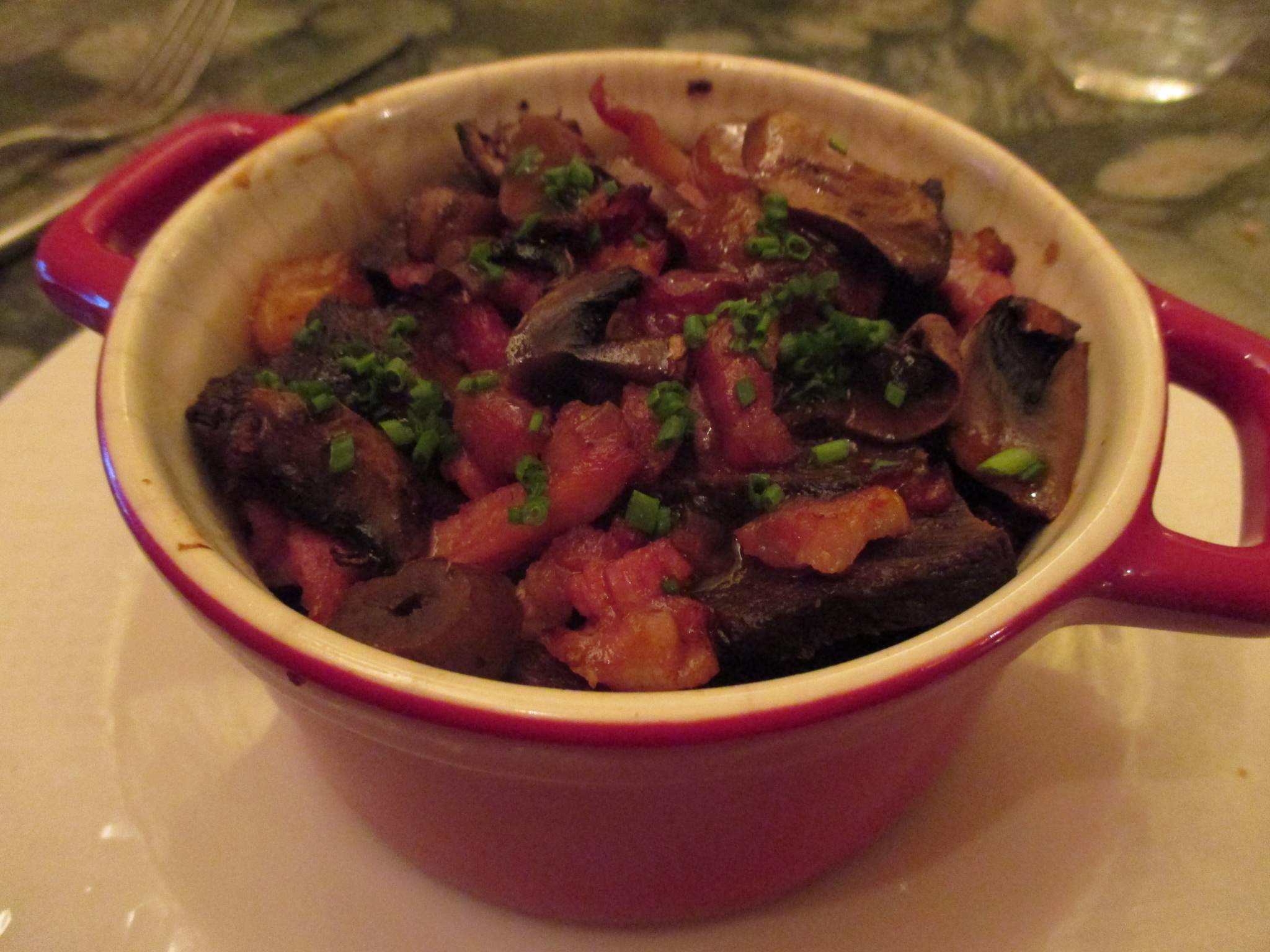

## Préparation et consommation
Le bœuf bourguignon est composé de morceaux de viande de bœuf, braisés dans du bouillon et du vin rouge, avec une garniture aromatique composée d’oignons, d'ail, de carottes et d'un bouquet garni (qui est retiré au moment de la présentation finale du plat). Une fois la viande cuite, on l'accompagne d'une garniture bourguignonne, à savoir des petits oignons grelots, des lardons et des champignons sautés.
Il peut être consommé seul ou accompagné de pain grillé à l'ail, de pommes de terre à l'anglaise ou en purée, de tagliatelles ou autres.

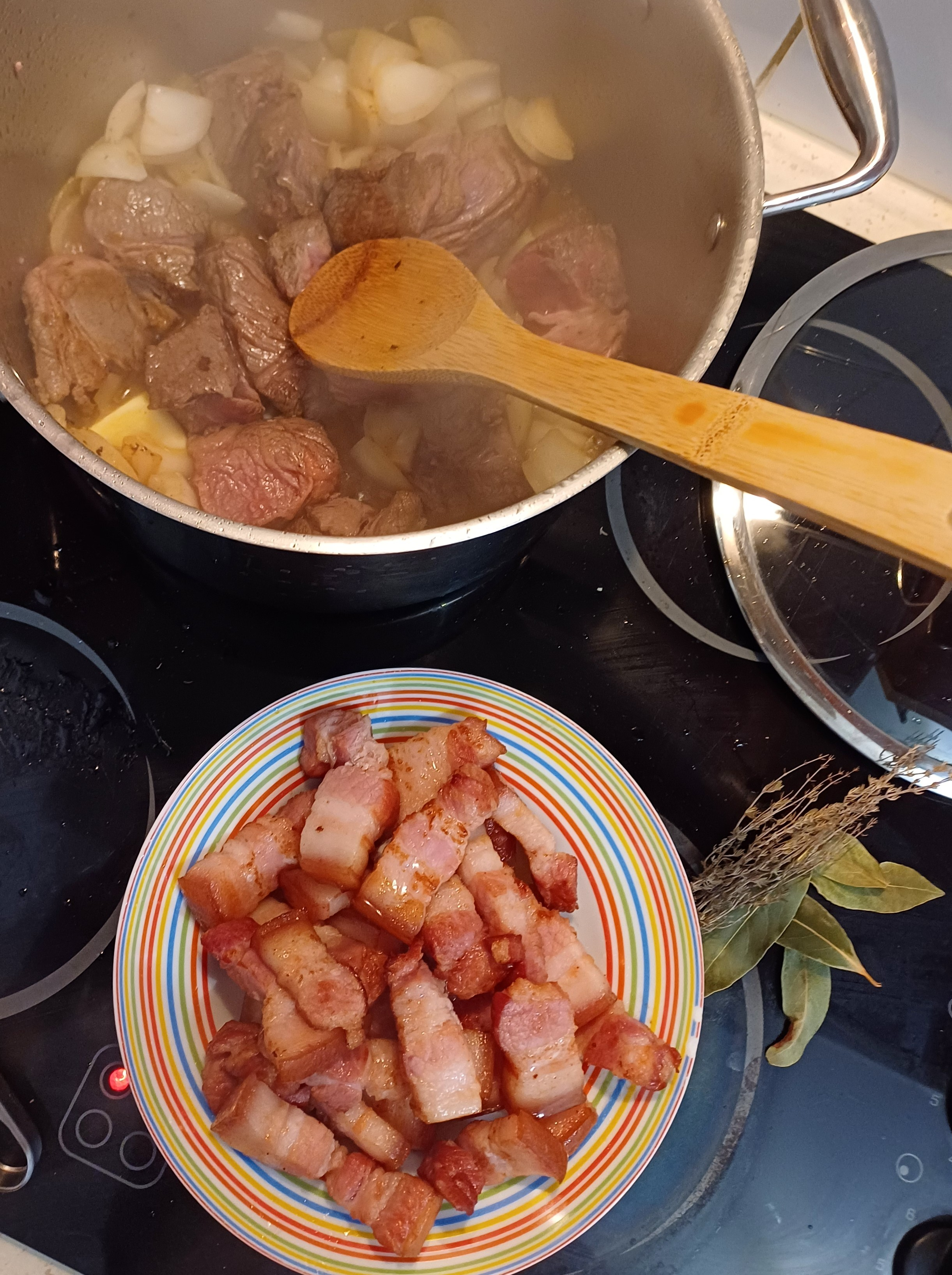
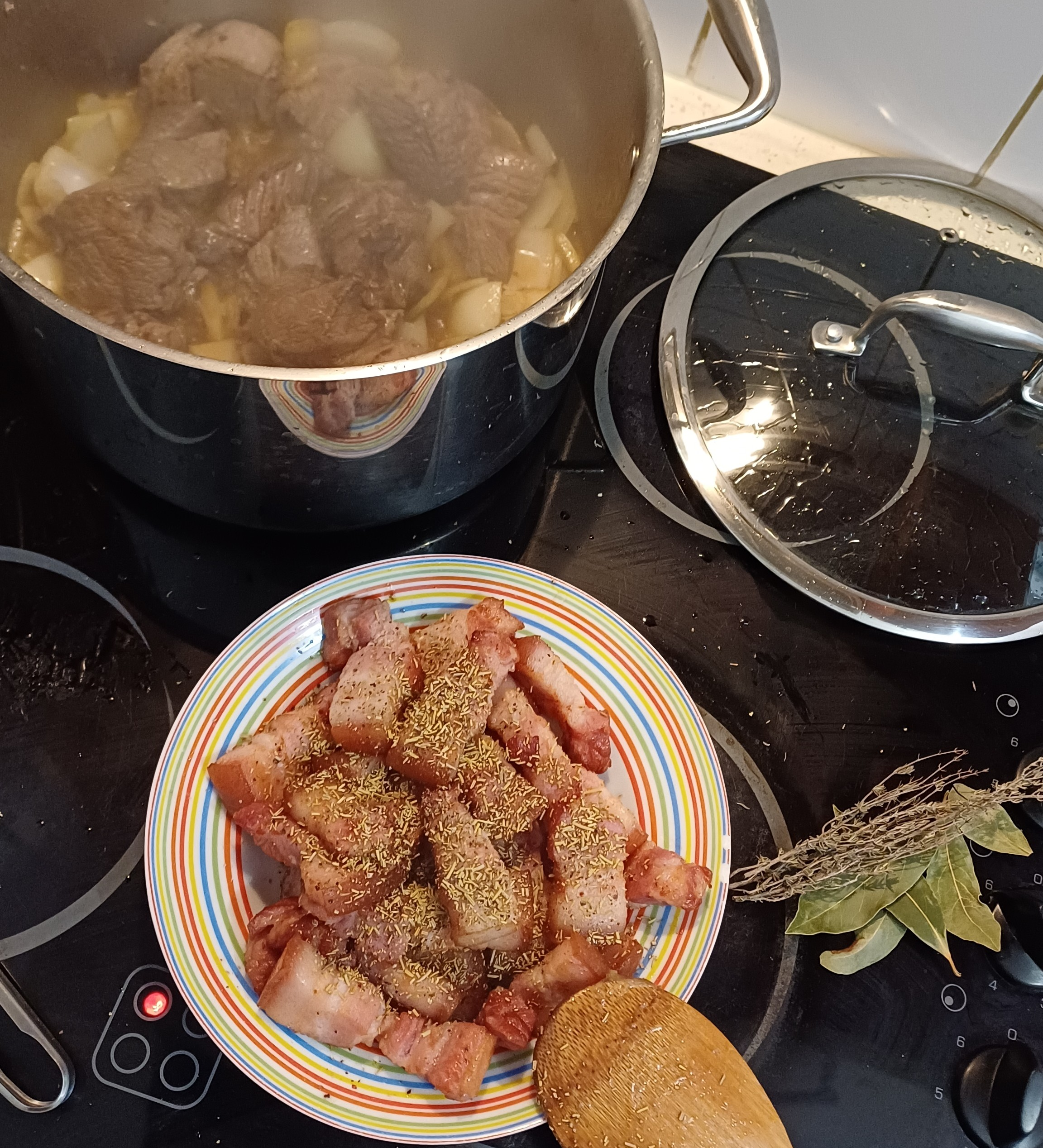
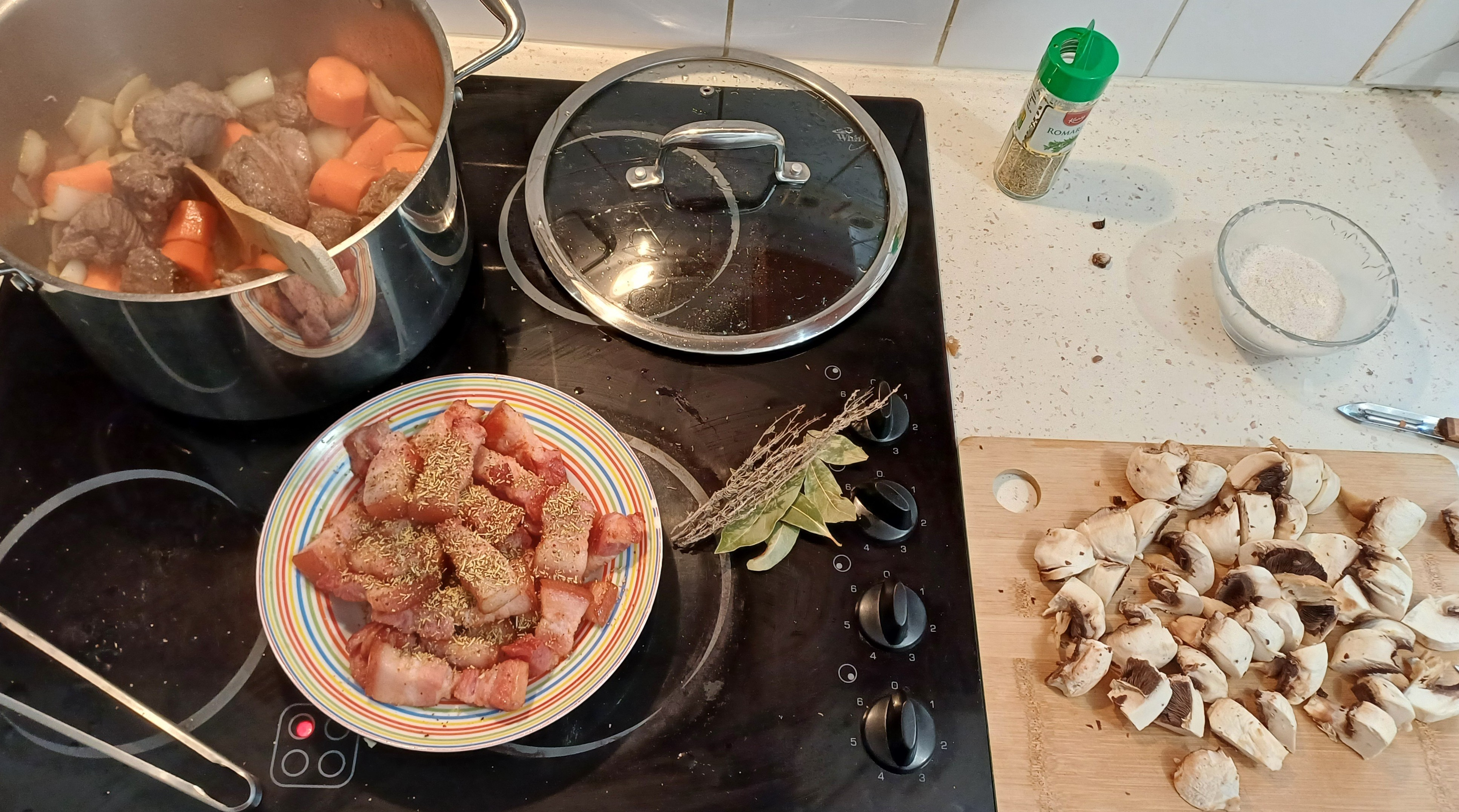
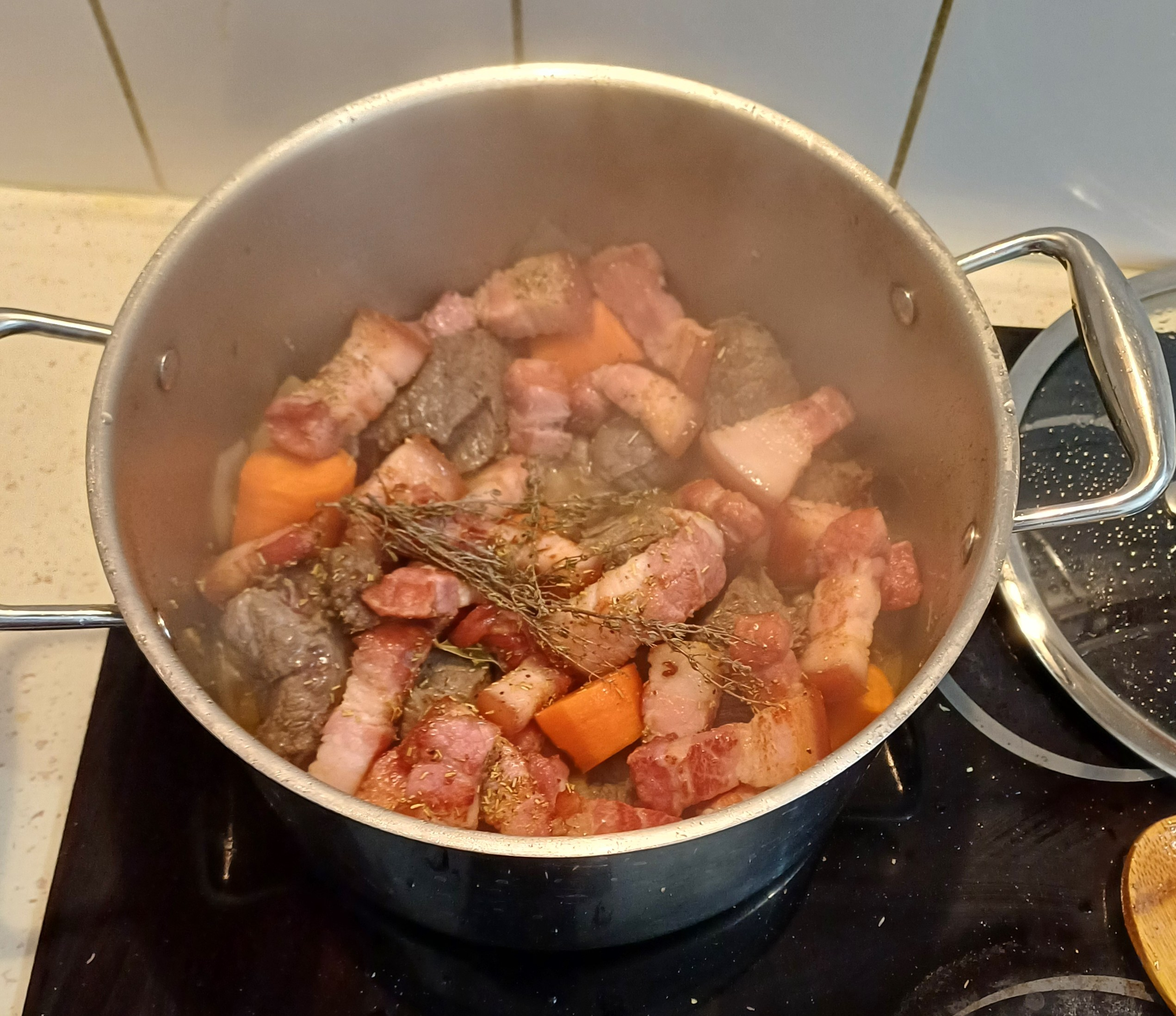
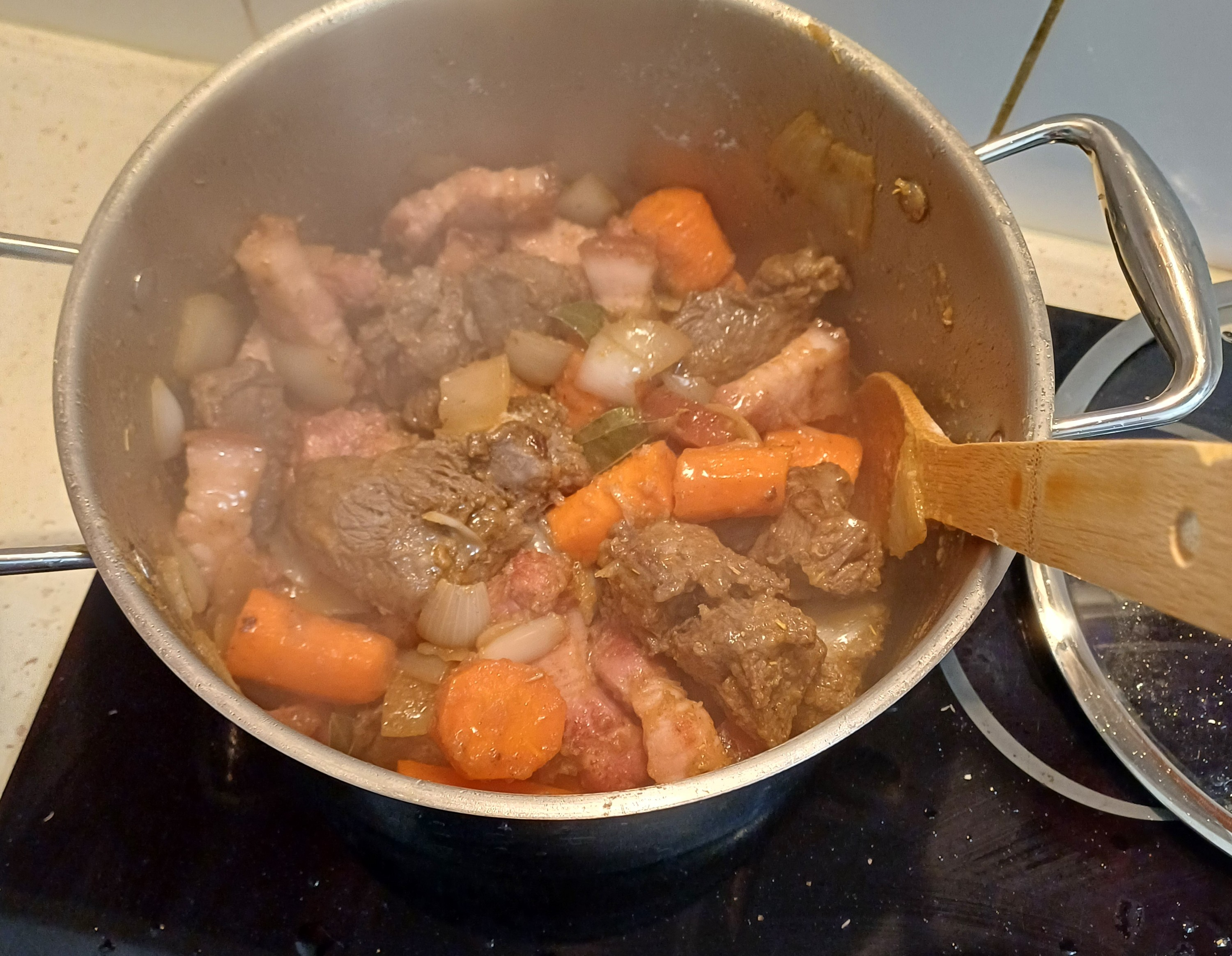

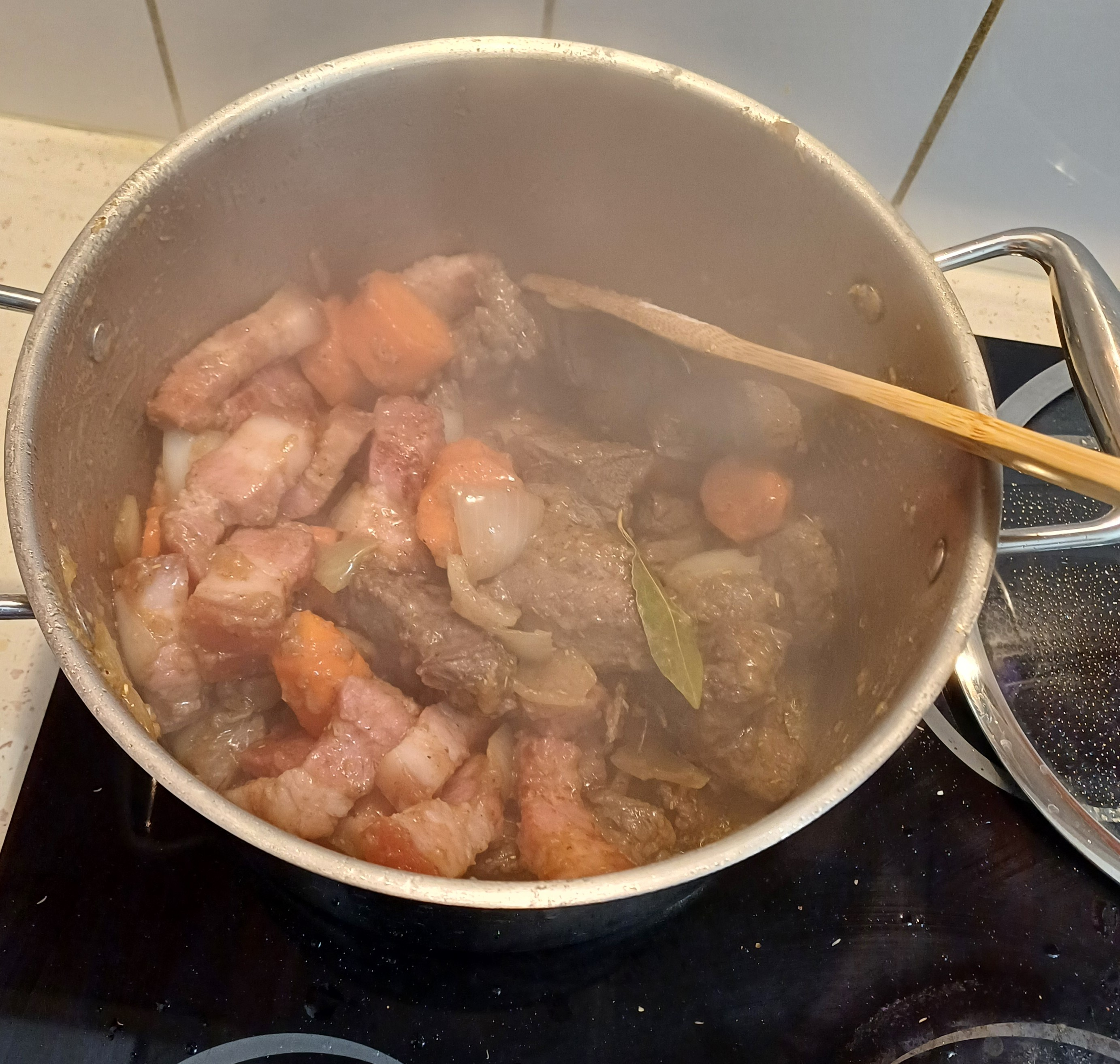
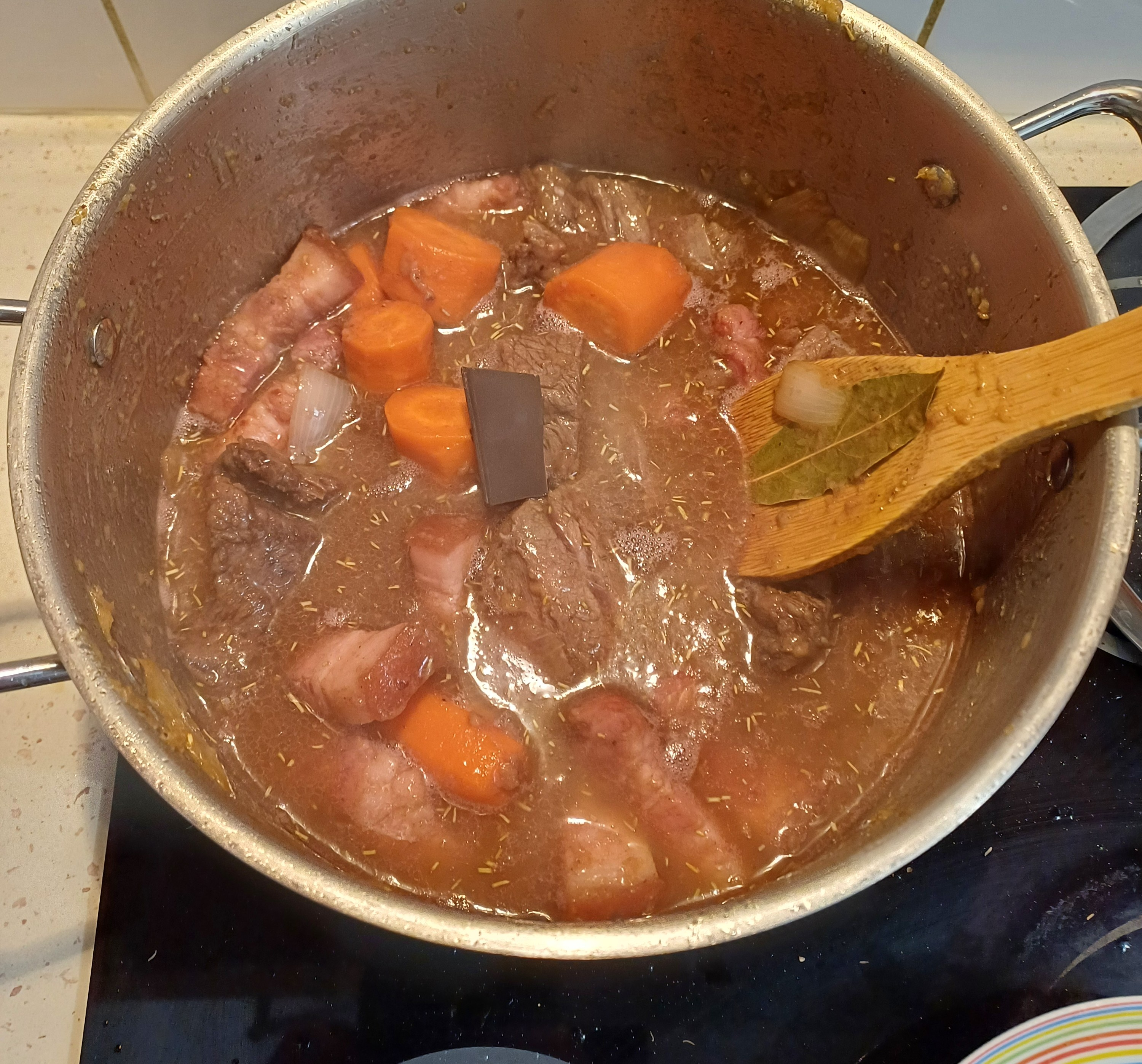
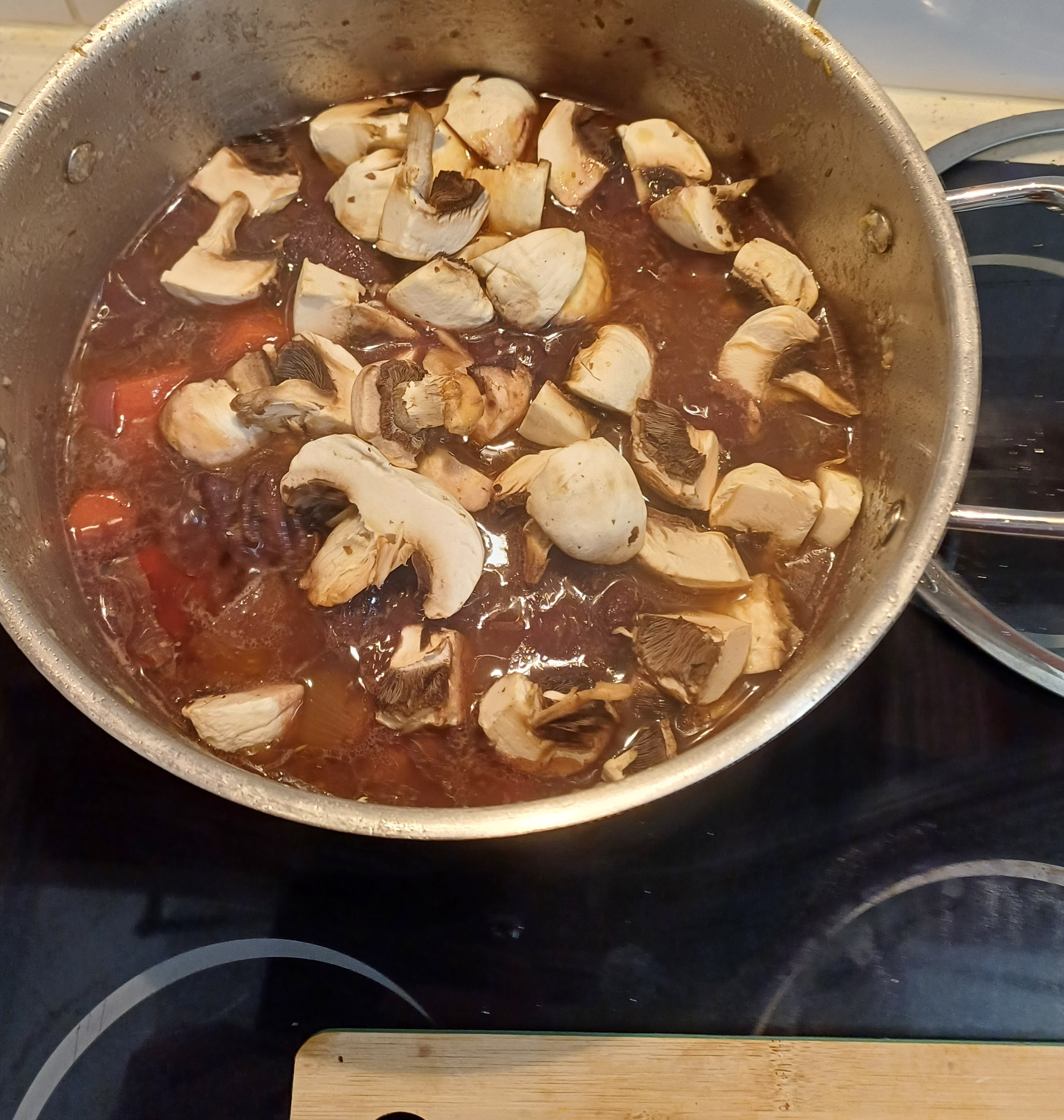
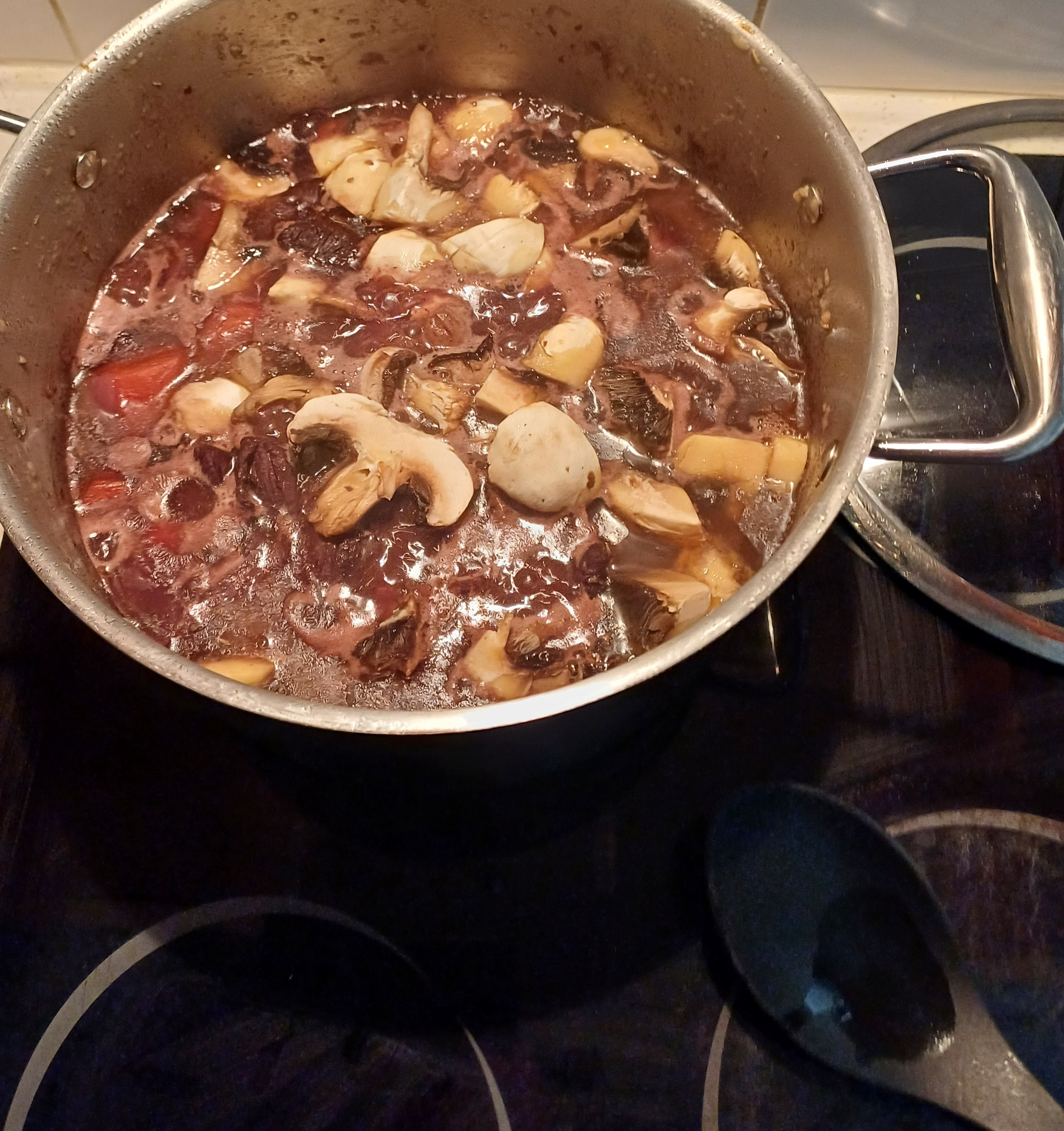
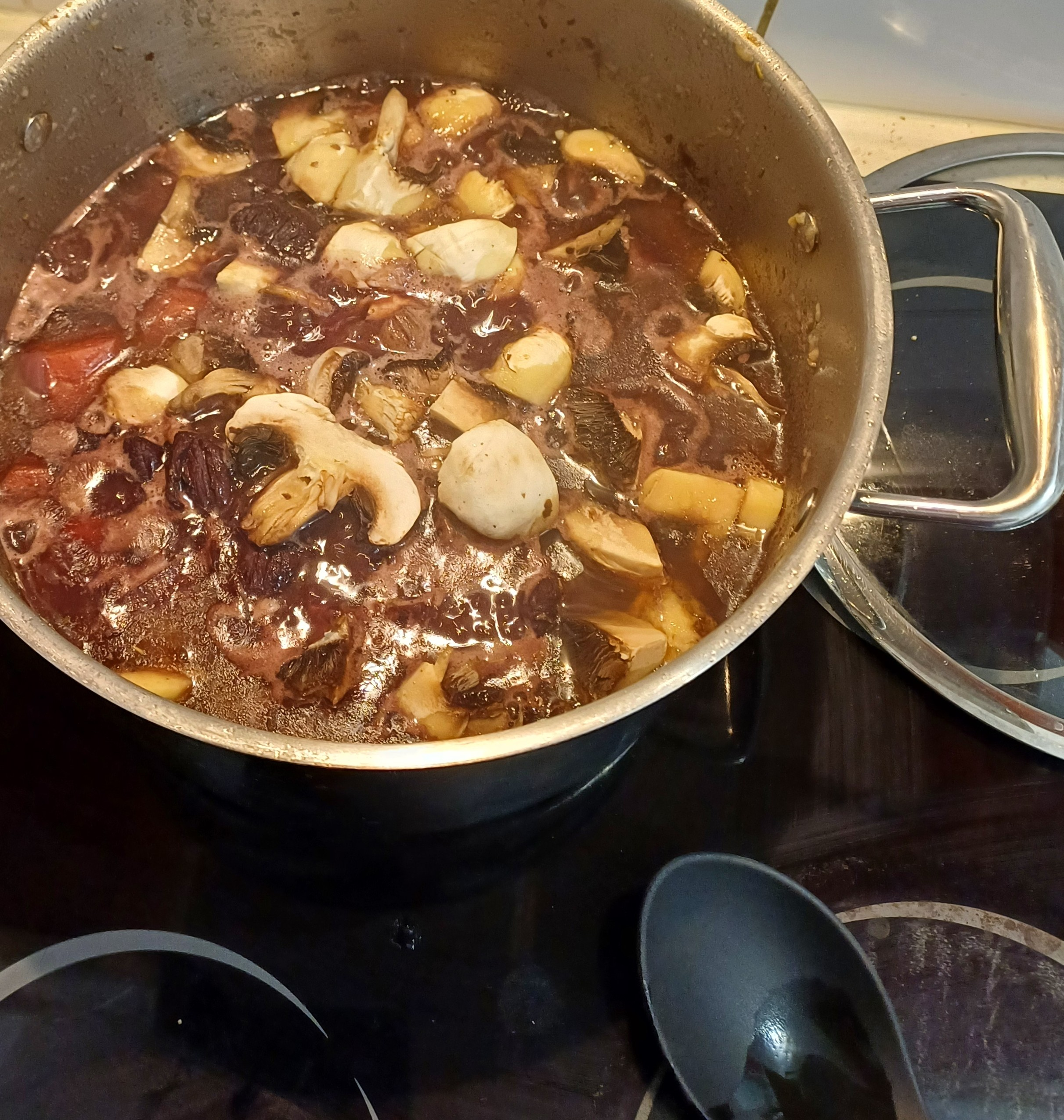
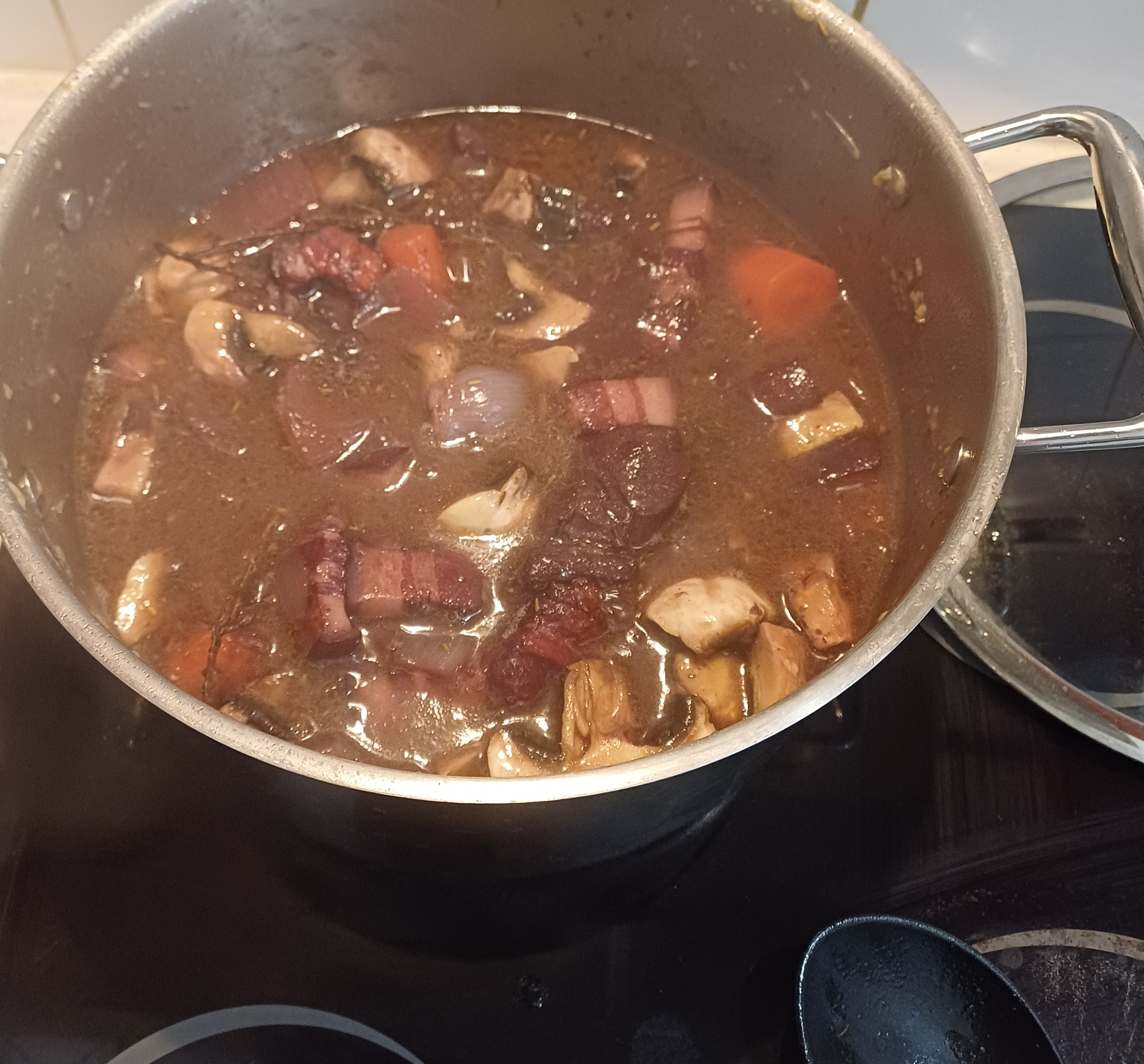

## Dans la culture populaire
Dans l'épisode 9 de la saison 2 de la série télévisée Star Trek: Strange New Worlds, le capitaine Christopher Pike, commandant de l'USS Enterprise, prépare un bœuf bourguignon (façon Julia Child).